# Charles James Napier

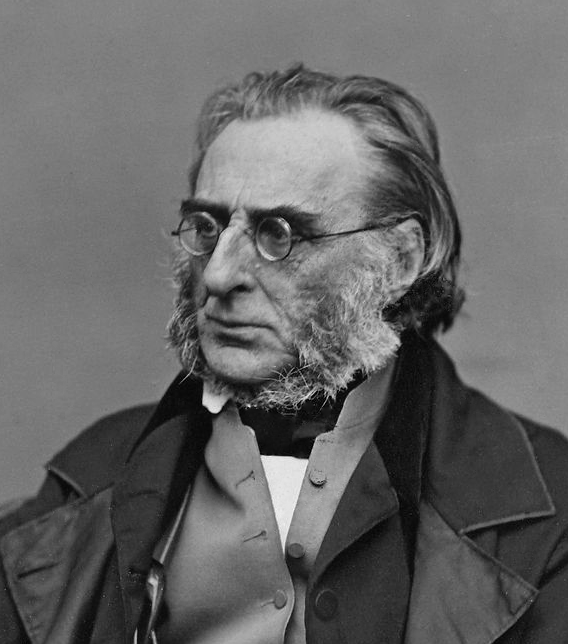
Dagerrotypi av General Charles James Napier, 1849.

Charles James Napier, född den 10 augusti 1782 i Whitehall, London, död den 29 augusti 1853 på godset Oaklands nära Portsmouth, var en brittisk general och angloindisk ämbetsman, son till överste George Napier, bror till George Thomas, William Francis Patrick och Henry Edward Napier.

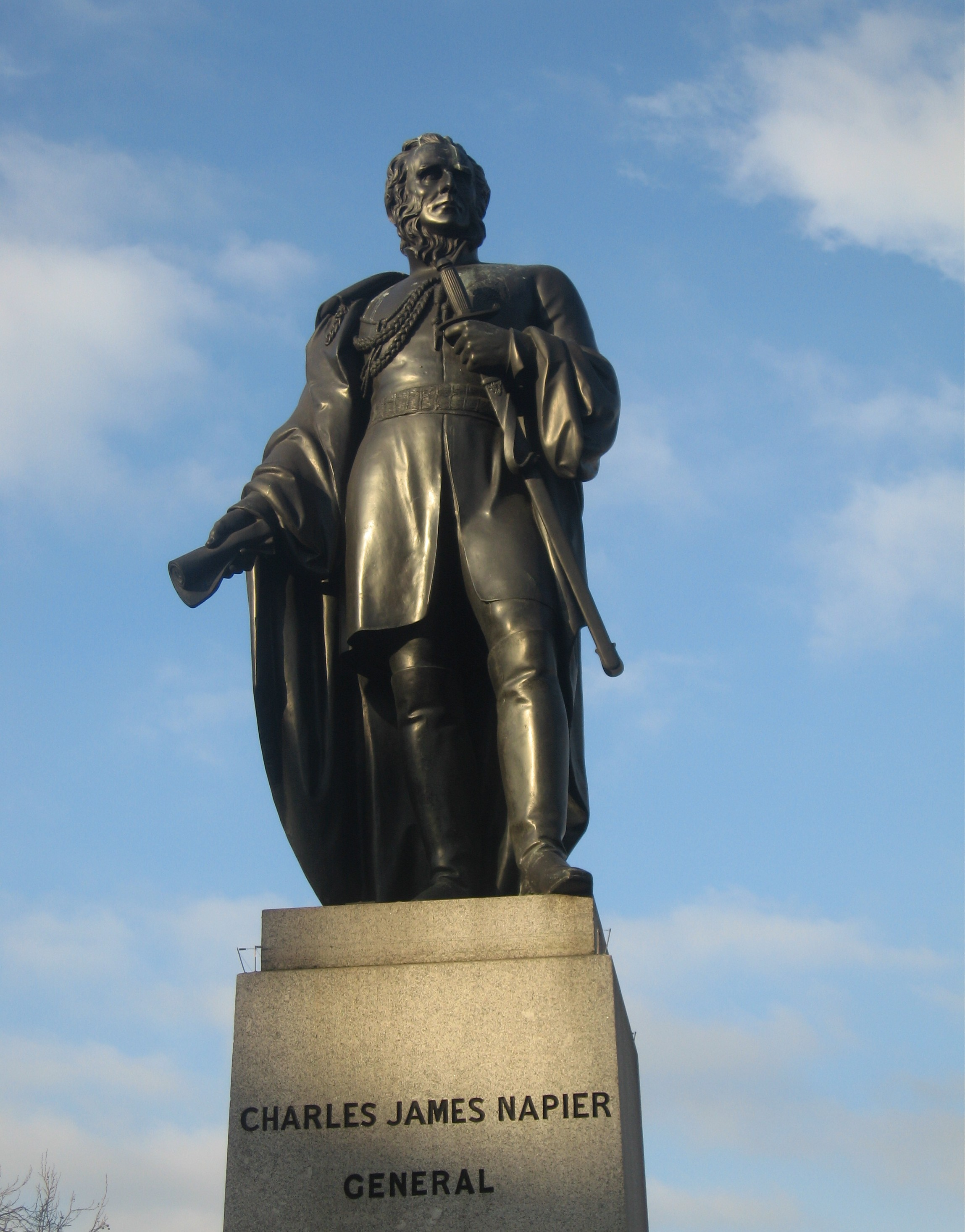
Staty över Charles James Napier vid Trafalgar Square, London.

Napier inträdde redan 1794 som fänrik i armén, tjänade liksom sina bröder under generalen John Moore, blev 1806 major och deltog 1807 under lord Cathcarts befäl i expeditionen mot Danmark (Köpenhamns bombardemang). Han utmärkte sig sedan i fälttågen mot fransmännen på Pyreneiska halvön, blev svårt sårad och tillfångatagen vid Coruna 1809, behandlades i fångenskapen med mycken välvilja av marskalk Soult, utväxlades 1810 och stred de följande åren dels i Spanien, dels mot Förenta Staterna. 
Napier var 1822–1830 guvernör och militärresident på ön Kefalonia, där han förde en sträng, men välgörande styrelse, anlade vägar och upprättade skolor med mera. År 1837 blev han generalmajor, adlades 1838 och var befälhavare i norra England under chartistoroligheterna 1839. 
Efter att 1841 ha landat i Indien blev Napier 1842 befälhavare för Ostindiska kompaniets armé i Presidentskapet Bombay, för att snart nog hamna i strid i näraliggande Sindh där han fram till 1847 genomförde dessa landsdelars införlivande med det angloindiska väldet, sedan han vunnit flera lysande segrar över de där förut härskande emirerna. Omtalad är Napier för det korta meddelande ("Peccavi!") han avsände till generalguvernören lord Ellenborough efter den avgörande segern i Sindh. Det latinska ordet peccavi betyder på svenska "jag har syndat". Det engelska ordet för "syndat" är sinned, vilket är en homofon med ordet Sindh.
Ellenborough utnämnde efter segern i Sindh Napier till guvernör i presidentskapet Bombay. Till följd av tvister med överordnade myndigheter nedlade Napier sitt indiska befäl för att vid hemkomsten till England mottas med jubel som folkhjälte. Han sändes 1849 under andra sikhkriget åter till Indien, som högste befälhavare, men fann vid sin framkomst kriget redan så gott som avslutat av företrädaren, lord Gough. Efter en tvist med generalguvernören lord Dalhousie återvände Napier definitivt till hemlandet 1850. 
Han var, skriver Verner Söderberg i Nordisk familjebok, "en varmt religiös natur, hjältemodig i striden, duglig som styresman, men alltför själfrådig för att i längden kunna samarbeta med öfverordnade". Bland Napiers många arbeten märks Defects, civil and military, of the Indian government (1853). En staty över Napier finns på Trafalgar Square i London.